# Mayna parvifolia
Mayna parvifolia là một loài thực vật có hoa trong họ Achariaceae. Loài này được (J.F. Macbr.) Sleumer mô tả khoa học đầu tiên năm 1938.